# Nemertoderma westbladi
Nemertoderma westbladi är en plattmaskart som först beskrevs av Westblad, och fick sitt nu gällande namn av Steinbock 1938. Nemertoderma westbladi ingår i släktet Nemertoderma och familjen Nemertodermatidae. Arten är reproducerande i Sverige. Inga underarter finns listade i Catalogue of Life.